# Stolová hora u Klentnice (archeologická lokalita)
Stolová hora u obce Klentnice v Jihomoravském kraji je polykulturní archeologická lokalita – výšinné opevněné sídliště. Nalézá se na území národní přírodní rezervace Tabulová, Růžový vrch a Kočičí kámen v dominantní poloze vrcholové plošiny Stolové hory v oblasti Mikulovské vrchoviny (maximální nadmořská výška 459 metru). V prostoru je doloženo osídlení v neolitu, eneolitu a zejména v době bronzové, kdy zde ve střední a mladší době bronzové stálo hradiště kultury mohylové a velatické. Lokalita byla zaznamenána již v 19. století, zjišťovací archeologický výzkum provedl v letech 1952 a 1958 Jiří Říhovský. Lokalita je chráněna jako kulturní památka.

## Přírodní podmínky
Lokalita zaujímá vrcholovou plošinu Stolové hory asi půl kilometru jihozápadně od středu obce Klentnice v oblasti Mikulovské vrchoviny. Vrcholová plošina v nadmořské výšce asi 458 metru zaujímá plochu přibližně 7,2 hektaru. Bezprostřední okolí převyšuje o 100 až 150 metrů, a přístup na ni je ze západu, jihozápadu a severovýchodu chráněn skalními výchozy.

## Komponenty
- neolitické sídliště
- eneolitické sídliště
- sídliště únětické kultury ze starší doby bronzové
- hradiště středodunajské mohylové kultury ze střední doby bronzové
- hradiště velatické kultury z mladší doby bronzové; Hradiště oválného půdorysu o rozloze 7,2 ha bylo pravděpodobně chráněno opevněním po celém svém obvodu, ale v současné době jsou jeho zbytky nejlépe patrné na jižní a jihovýchodní straně. Vstupy do hradiště vedly ze severní a jižní strany. Prozkoumaný byl prostor jižního vstupu a přilehlého opevnění, které bylo tvořeno hradbou a příkopem.
- sídliště podolské kultury z pozdní doby bronzové